# Chiesa di Santa Maria Assunta (Elva, Italia)
La Chiesa Parrocchiale di Santa Maria Assunta è la parrocchiale di Serre, capoluogo del comune di Elva, in provincia di Cuneo e diocesi di Saluzzo; fa parte della zona pastorale di Busca, Dronero e Valle Maira.
La Chiesa Parrocchiale di Santa Maria Assunta è aperta al culto ed è in buono stato di conservazione.
L'edificio è sempre aperto.

## Storia

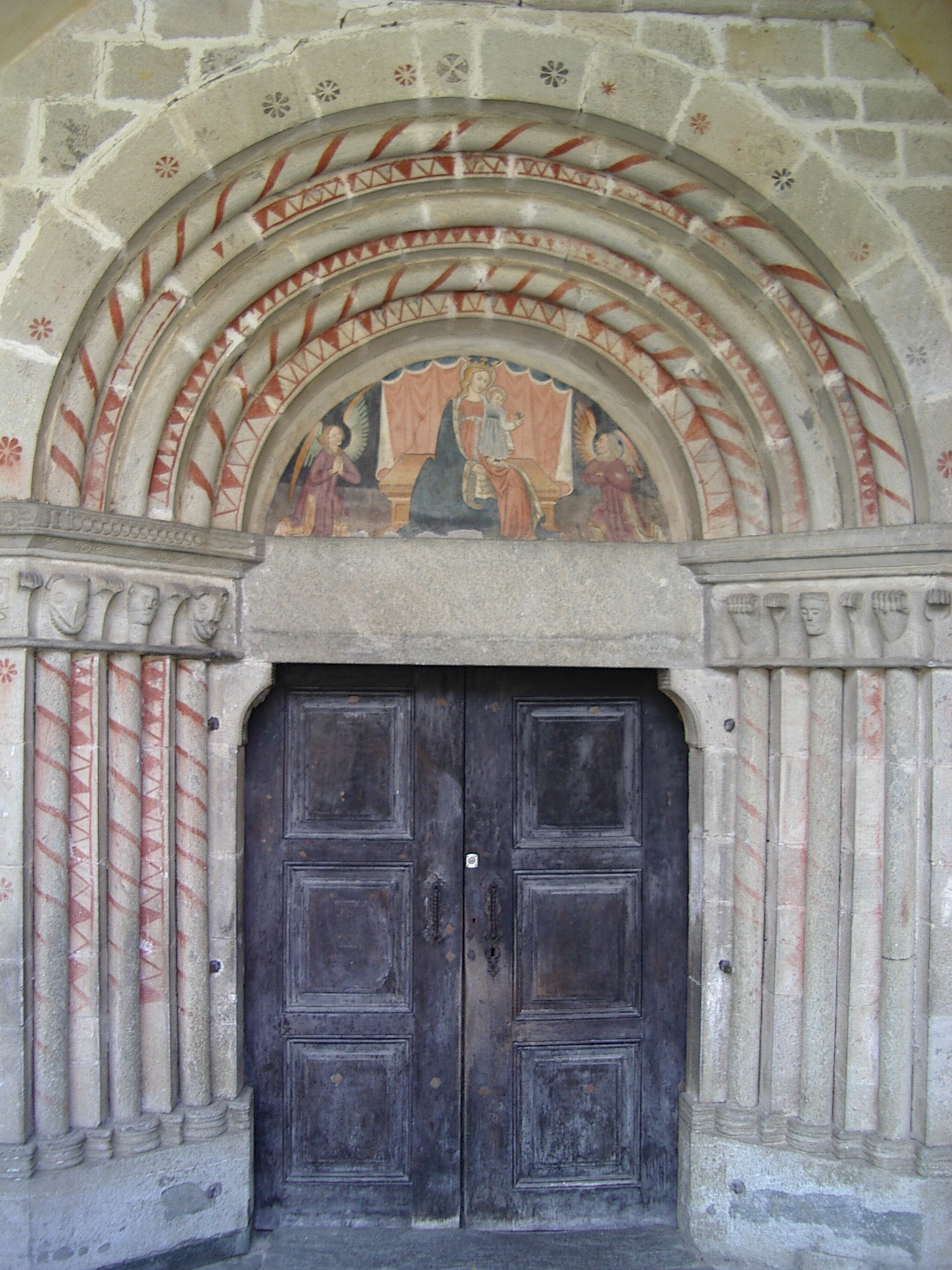
Chiesa parrocchiale di Santa Maria Assunta di Elva, il portale d'ingresso

L'attuale edificio è stato costruito nella seconda metà del XIV secolo (notizie si hanno a partire dal 1355) dove già prima, presumibilmente, esisteva una capelletta e appare oggi come il risultato finale di aggiunte, ampliamenti e modifiche eseguite nel corso dei secoli.
Nel XV sec. la chiesa era costituita probabilmente da un'unica aula con accesso dall'attuale cimitero; successivamente fu allungata e affiancata da altri locali e l'ingresso fu spostato sul lato occidentale. Il portale di ingresso è ad arco strombato e possiede caratteristiche tardo romaniche, con decorazioni rosse dipinte sulle cornici dell'arco e sulle semicolonne dei piedritti. Le travi d'imposta sono decorate con “tetes coupées” di uomini e animali, palmette, figurazioni simboliche. Nella lunetta è raffigurata una Madonna in trono con Bambino affiancata da due angeli di un anonimo pittore del XV sec che potrebbe essere Giovanni Baleison.

## Interno
All'interno della chiesa troviamo una fonte battesimale, in pietra scolpita, risalente alla fine del XIV e inizio del XV secolo, un'acqua santiera costruita dai fratelli Zebreri di S.Damiano Macra datata 1463.
All'XV secolo è poi ascrivibile il ciclo di affreschi che si trovano nel presbiterio, in stile tardo gotico rinascimentale di cui costituisce una delle più rilevanti testimonianze in Piemonte.
Gli affreschi sono stati eseguiti in due differenti fasi: quelli della volta sono opera di un pittore sconosciuto di cultura tardo gotica, presumibilmente intorno al 1470, quelle delle pareti sono riconducibili al pittore fiammingo Hans Clemer, noto anche come Maestro di Elva (XV-XVI sec.). Si tratta di un ciclo ad affresco, databile intorno al 1493, che illustra storie della vita della Vergine e di Cristo, culminando con una grandiosa scena della Crocifissione che occupa l'intera parete di fondo. Questi affreschi, considerati una delle opere migliori del Maestro e una delle testimonianze più significative dell'arte piemontese di quel periodo, sono stati restaurati nel 1985 ad opera della Soprintendenza ai Beni Artistici.

### Descrizione degli affreschi
Nelle vele della volta sono rappresentati i quattro Evangelisti assisi in trono ciascuno affiancato dal simbolo che lo caratterizza (uomo, leone, toro e aquila), intenti a discutere con i primi quattro Dottori della Chiesa.
La Crocifissione è caratterizzata da una forte drammaticità e dalla potente fisicità dei suoi personaggi. Al centro il Cristo crocifisso affiancato dai due ladroni dalla cui bocca escono le anime accolte rispettivamente da un angelo e da un diavolo.
Ai piedi della croce troviamo la Maddalena, la Vergine addolorata sorretta dalla pie donne, San Giovanni e la scena raffigurante la rissa per il possesso della tunica del Cristo. Fra gli anonimi volti della folla spicca, al centro, quello di Longino, che la tradizione dice essere l'autoritratto del pittore Hans Clemer.
Le scene laterali illustrano la vita della Madonna.

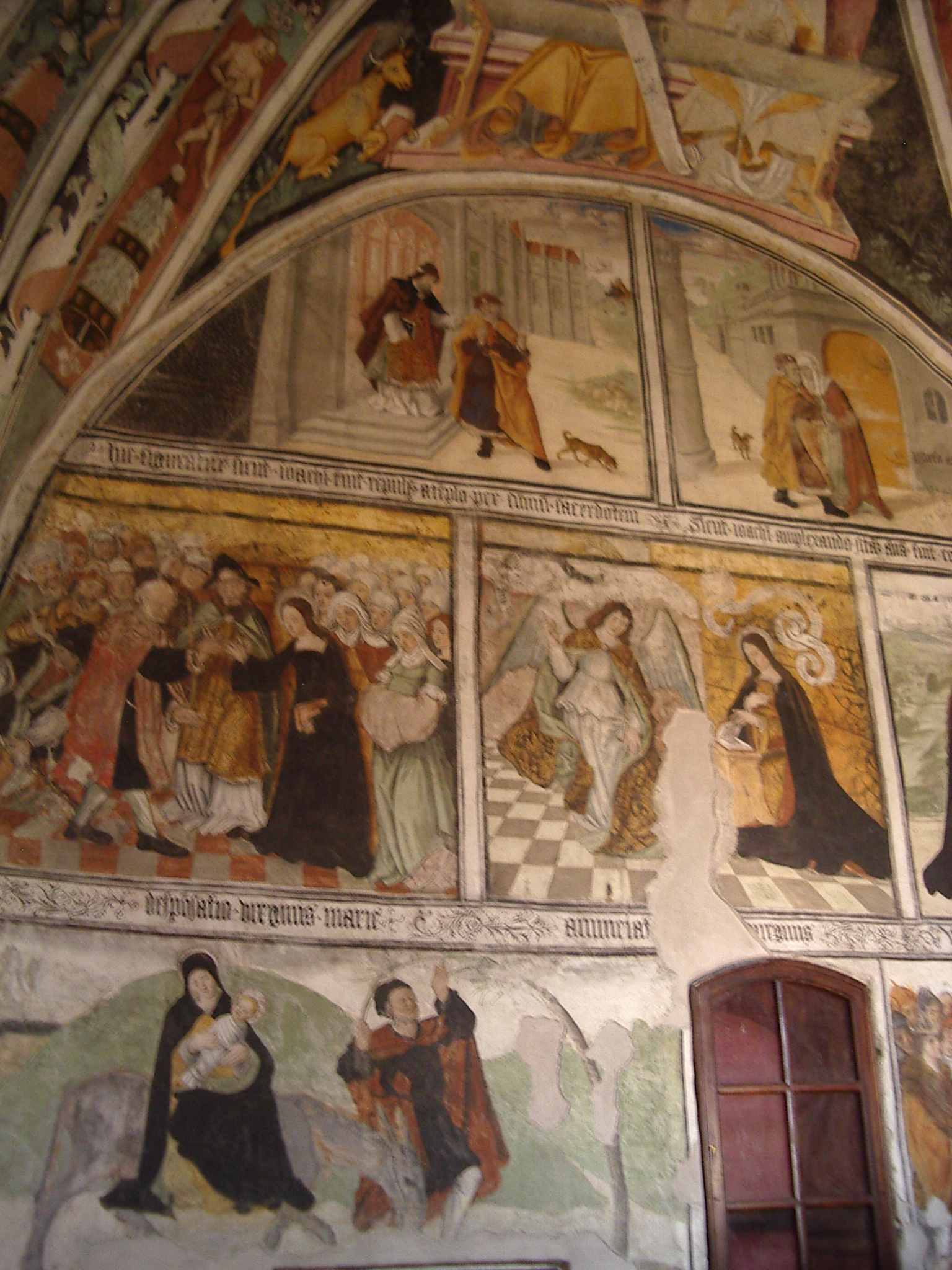
Hans Clemer, scene della vita della Vergine
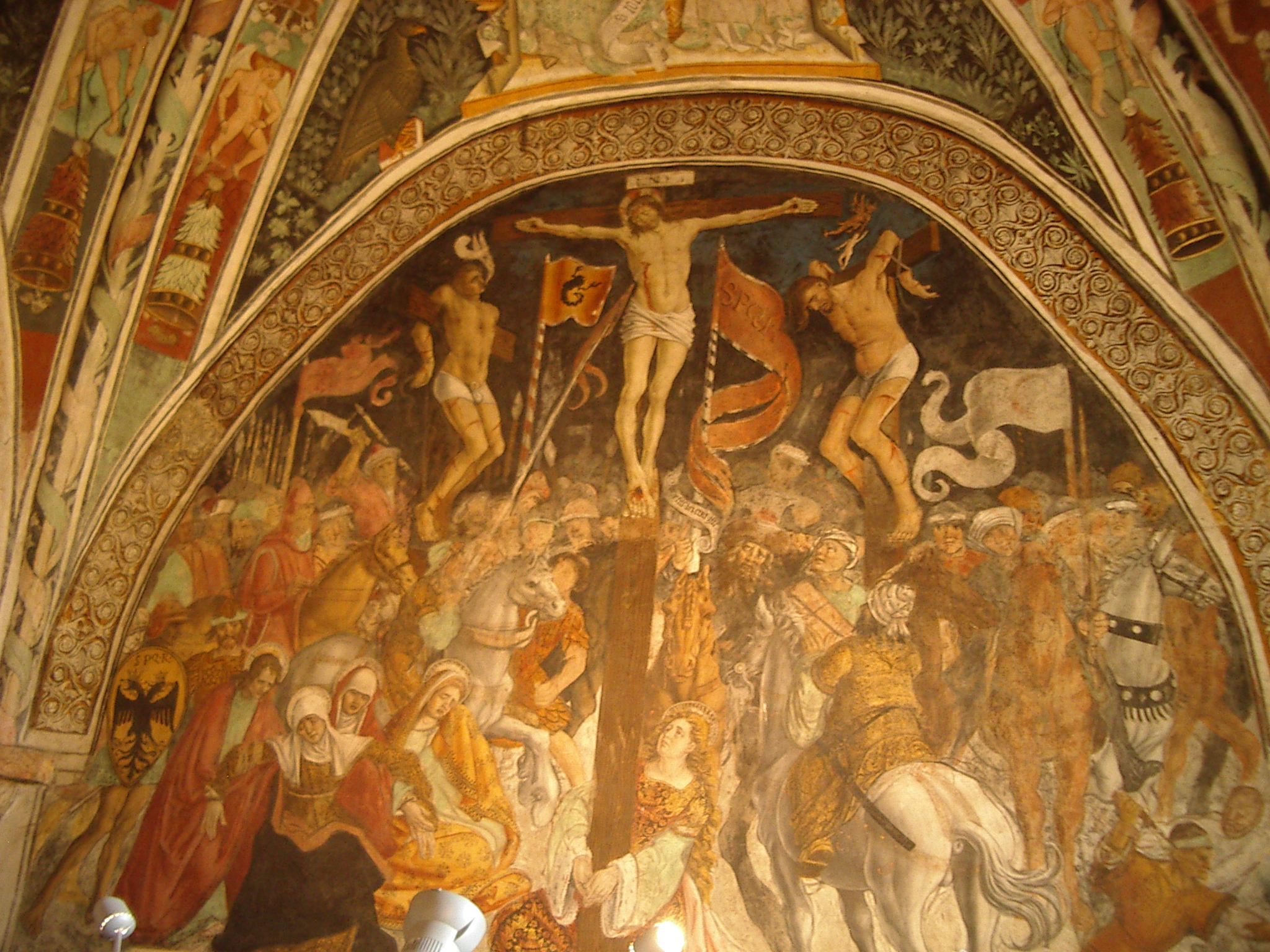
La Crocifissione